# Insulair schrift

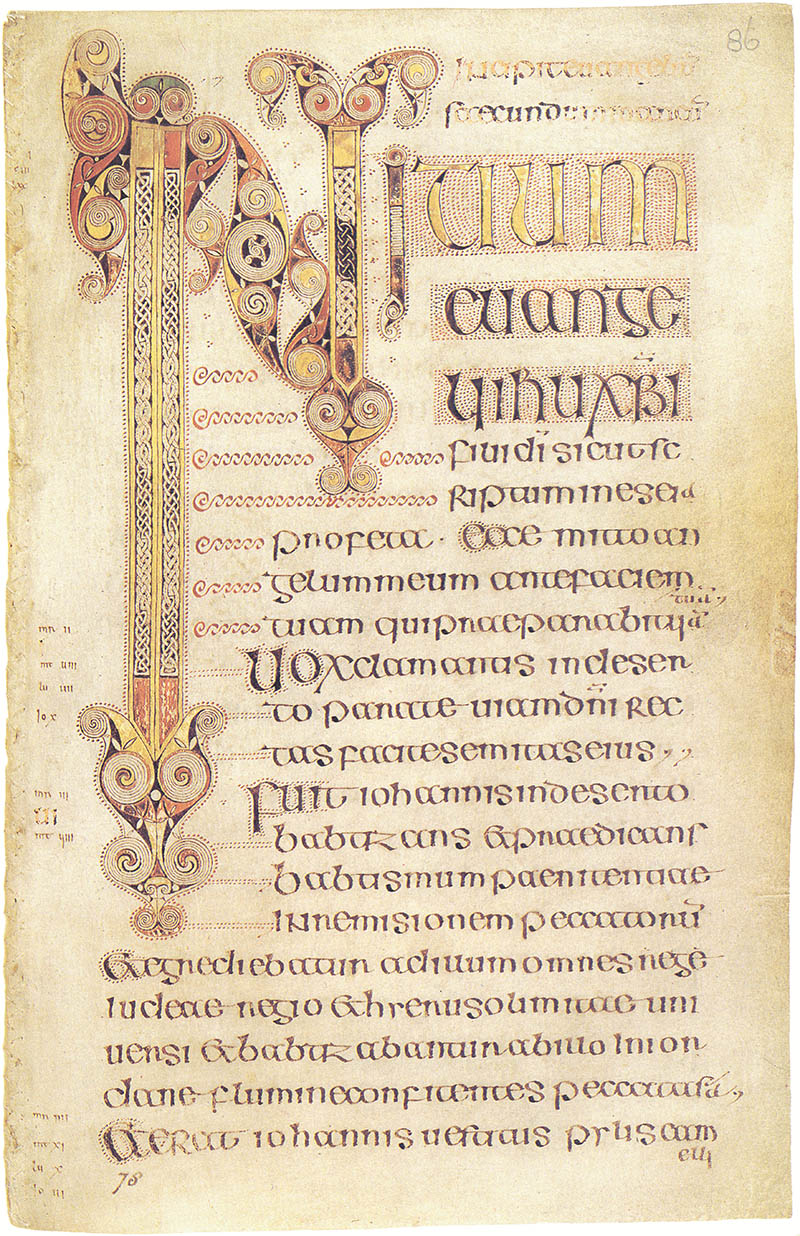
Book of Durrow, begin van het Marcus evangelie

Insulair schrift is een middeleeuwse schriftsoort die oorspronkelijk in Ierland werd ontwikkeld, en zich daarna in Engeland en op het Europese continent verspreidde. Het werd gebruikt van het midden van de 5e eeuw tot in de 12e eeuw.

## Historie
Het eerste insulaire handschrift ontwikkelde zich in Ierland ten tijde van de missionering door de heilige Patricius (St. Patrick) in de 5e eeuw. Ierland was nooit door de Romeinen bezet, er was dus geen kennis van het Latijn en geen schrifttraditie, de Keltische druïden verwierpen de schriftelijke overlevering. Patricius' volgelingen leerden de Romeinse half-unciaal schrijven, waaruit zich het vroege insulaire majuskelschrift ontwikkelde. Tegelijkertijd met de insulaire majuskel ontstaat een versie van het schrift die cursiever is. Het schrift is dunner, hoekiger en puntiger, het heeft langere stokken en staarten en wordt geschreven tussen vier (denkbeeldige) lijnen. Het is een minuskelschrift, ook al is het afgeleid van de half-unciaal, het wordt dan ook de insulaire minuskel genoemd.
Een van de opvolgers van Sint Patrick, de heilige Columba, stichtte abdijen in Derry en Durrow en daarna, omstreeks 563, op het eilandje Iona in de Binnen-Hebriden. Vanuit Iona werd omstreeks 635 een dochterklooster gesticht, Sint Cuthbert, op het eiland Lindisfarne aan de Northumbrische kust. Enkele tientallen jaren later stichtte de abt Sint Benedictus Biscop de tweeling abdijen van Sint Petrus in Wearmouth (674) en Sint Paulus in Jarrow (682). Met de monniken en de abdijen verspreidde het Ierse schrift zich over Schotland, Northumbrië en vandaar naar Engeland toe. In Engeland zelf was de Romeinse unciaal ingevoerd door Sint Augustinus van Canterbury. Uit dit schrift en het Ierse insulaire majuskelschrift ontwikkelde zich de Engelse versie van het insulaire majuskelschrift.
Terzelfder tijd trok een tijdgenoot van Columba, de heilige Columbanus, als missionaris naar het Frankische Rijk en stichtte in Gallië in 590 de abdij van Luxeuil, Sankt Gallen in het huidige Zwitserland en vanaf 614 het scriptorium van de abdij van Bobbio in Noord-Italië. Ook in deze dochterabdijen werd aanvankelijk het Insulaire schrift gebruikt.
In Engeland verdwijnt het insulaire schrift en wordt het stelselmatig vervangen door de Karolingische minuskel na de invasie van de Normandiërs, maar de insulaire minuskel blijft in gebruik voor teksten in de volkstaal tot in het midden van de 12e eeuw. In Ierland blijft het in gebruik tot op vandaag voor teksten in het Gaelic

## Vormgeving
Er waren uiteraard verschillende vormen van het schrift in omloop en men komt allerlei benamingen tegen zoals Anglo-Saksisch, Iers schrift, Welsh schrift en dergelijke maar die zijn niet erg zinvol voor het schrift in Engeland voor de tiende eeuw.

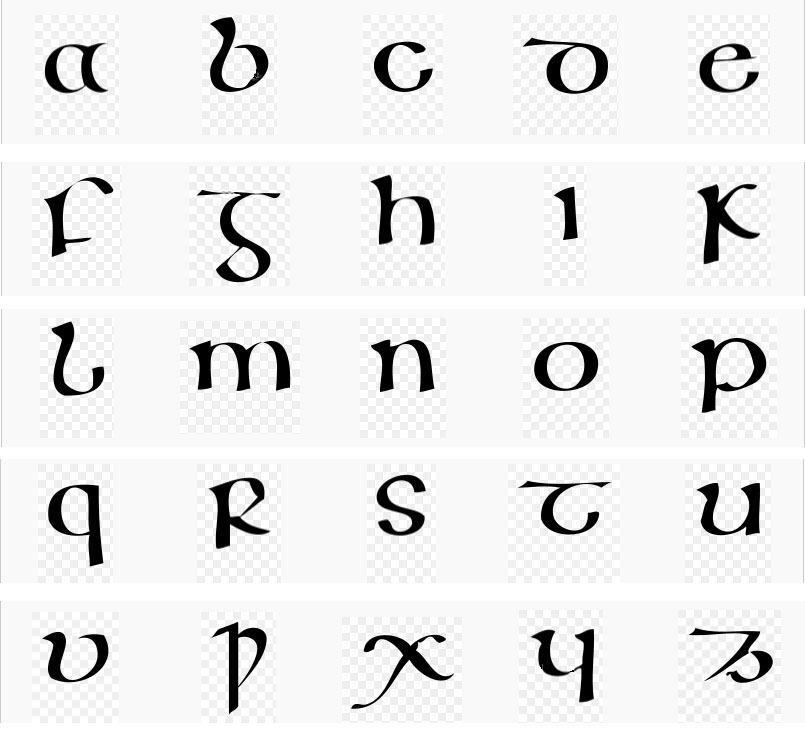
Voorbeeld van de insulaire majuskel

### Insulaire majuskel
De insulaire half-majuskel was een majuskel schrift dat tussen twee (denkbeeldige) lijnen werd geschreven, alhoewel er een aantal letters zijn met korte stokken en staarten. Het is een vrij rond schrift met wijde bogen. Sommige letters worden zowel in de unciaal- als in de half-unciaal vorm gebruikt. Men gebruikt frequent hoofdletters die afgelijnd worden met rode stippen. Na een grote initiaal zal de scribent vaak het schrift geleidelijk laten verkleinen tot de gewenste schrifthoogte bereikt is. Dit diminuendo is een insulaire ontwikkeling die later in de continentale boekverluchting zal overgenomen worden. De vroege manuscripten uit de 7e en 8e eeuw geschreven in de insulaire majuskel worden ook verlucht met prachtige paginagrote initialen en tapijtbladzijden die schatplichtig zijn aan de Keltische goudsmeedkunst. Ook in het schrift zelf wordt het ornamentele aspect sterk benadrukt. Deze vroege boeken zoals het Book of Kells en het Lindisfarne-evangeliarium zijn unieke getuigen van de insulaire kunst. Het schrift bevat vrij veel ligaturen, maar op de nomina sacra na, bijna geen abbreviaturen. De insulaire majuskel werd uitsluitend gebruikt voor belangrijke liturgische werken.

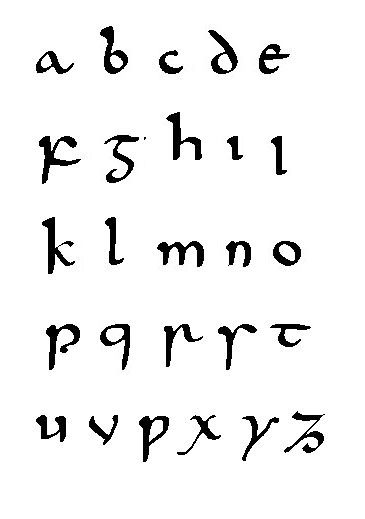
Voorbeeld van de insulaire cursief

### Insulaire cursief
De insulaire cursief is een cursief minuskel schrift dat zich ook zeer vroeg ontwikkelde uit de Romeinse half-unciaal als Ierse minuskel. Het wordt in Engeland gebruikt vanaf het midden van de 7e eeuw. Het schrift is dunner, hoekiger en puntiger dan het majuskel schrift. Het werd voornamelijk gebruikt in werken in de volkstaal en zal op dat gebied ook het predominante schrift blijven, in Engeland tot in de 11e eeuw en In Ierland voor teksten in het Gaelic tot op vandaag. Voor bepaalde klanken uit de volkstaal, die niet voorkwamen in het Latijn, had men behoefte aan nieuwe symbolen. Hiervoor maakte men gebruik van symbolen uit het runenschrift. Bijvoorbeeld voor de th klank in het moderne Engels gebruikte men het thorn symbool (Þ). In latere teksten wordt de top weggelaten en gaat men dit symbool dikwijls verwarren met de Y.
Dit schrift dat aanvankelijk alleen als gebruiksschrift werd ontwikkeld vindt aan het begin van de 8e eeuw ook toepassing als boekschrift. Een voorbeeld hiervan is de Historia Ecclesiastica van Bede uit Wearmouth-Jarrow Het schrift werd ook geëxporteerd naar de Angelsaksische abdijvestigingen op het continent en is terug te vinden in werken uit Echternach, Fulda, Würzburg en vele andere. Het schrift bevat zeer veel ligaturen en abbreviaturen.

## Enkele bekende werken

### Insulaire majuskel
- Cattach van Sint Colomba, einde 6e - begin 7e eeuw, Royal Irish Academy Ms S.N., Dublin.[10]
- Book of Kells, ca. 800, Library of the Trinity College, Dublin, ms.58
- Lindisfarne Gospels, kort na 687, British Library, Londen, Cotton Ms. Nero D.IV.
- Book of Durrow, 2e helft 7e eeuw, Library of the Trinity College Ms 57
- Durham Cassiodorus, 8e eeuw, Durham, Cathedral Library, MS B. II. 30
- Codex Usserianaus Primus, begin 7e eeuw (Scriptorium van Bobbio), Library of the Trinity College Ms. 55, Dublin

### Insulaire cursief
- Bede, Historia ecclesiastica gentis Anglorum, ca. 731
- Book of Armagh, ca. 807, Library of the Trinity College, Dublin, Ms. 52
- Gospels of Mac Durnam, einde 9e – begin 10e eeuw, London, Lambeth Palace MS 1370
- Gospels of Maelbrighte, ca. 1138, British Library, Harley MS 1802